# Сибіл Сандерсон
Сибіл Сандерсон (англ. Sibyl Sanderson; 7 грудня 1864, Сакраменто — 16 травня 1903, Париж) — американська й французька оперна співачка (сопрано) Прекрасної епохи Французького мистецтва.

## Біографія
Дочка видатного політичного діяча США, голови Верховного суду Каліфорнії. Після його смерті в 1886 році Сібіл та її мати з сестрами вирушили до Парижу, завели знайомства з багатьма світськими людьми. Деякий час Сибіл навчалася (1886) в Паризькій консерваторії, а потім у Сбрілья та Маркезі. Дебютувала 1888 року в Гаазі в ролі Манон за однойменною оперою Жуля Массне.
С. Сандерсон — відома лірична та колоратурна співачка, з 1889 року почала виступати на сценах Опера-Комік, а після і Опера Гарньє у Парижі. Незабаром стала улюбленицею публіки. Досить часто грала в операх Жуля Массне, була його улюбленою виконавицею партій сопрано й стала на деякий час справжньою музою Массне. Для неї композитор переписав «Манон» і написав «Есклармонду» (1889). Співала на прем'єрах низки його опер, ролі яких були створені спеціально для її унікальних здібностей, наприклад, головна роль в опері «Есклармонда». Массне присвятив її С. Сандерсон. Оперу «Есклармонда» було визнано одним із найвищих досягнень французької музики, і саме завдяки виконанню «Есклармонди» було відкрито Паризьку всесвітню виставку 1889 року.
Славилася в операх Массне, таких як «Манон» і «Таїс». Нею пишався Каміль Сен-Санс.
Загалом французький репертуар був її спеціальністю. Гастролювала неодноразово в Брюсселі, Лондоні (Королівський театр Ковент-Гарден), США (Метрополітен-опера). С. Сандерсон була декілька разів у Петербурзі, виступаючи на сцені Маріїнського театру.

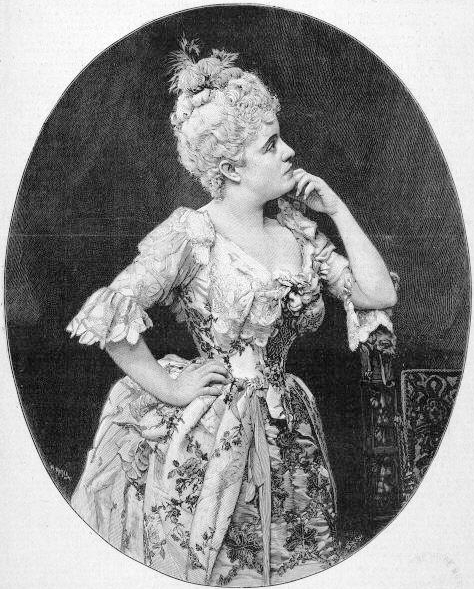
С. Сандерсон в ролі Манон за однойменною оперою Жуля Массне

1896 року вийшла заміж за кубинського мільйонера-цукрозаводчика Антоніо Е. Террі й з того часу не виступала на сцені.
Померла від пневмонії.